# Ölsburg
Ölsburg ist ein dicht am Zentrum liegender Ortsteil der Gemeinde Ilsede im Landkreis Peine, Niedersachsen. Er bildet gemeinsam mit den Ortsteilen Groß Bülten und Groß Ilsede den Kern der Gemeinde.

## Geschichte
Ölsburg, als eine der ältesten Siedlungen im Tal der Fuhse, findet 1003 erste urkundliche Erwähnung und war ein Verwaltungsmittelpunkt der fränkischen Kaiser. Im Februar 2019 wurde zwischen den Straßen An der Fuhse sowie Kirch- und Burgstraße der archäologische Nachweis des Burgstalls der für das Dorf namensgebenden Burg Ölsburg erbracht. Sie wurde um 1002/1003 nach dem Tod des Grafen Altmann von Ölsburg von dessen Witwe in ein Chorherrenstift umgewandelt.
Der Ort war bis 1941 als Teil des Amtes Vechelde eine Exklave des Landes Braunschweig, des früheren Herzogtums Braunschweig, und daher vom Mittelalter bis in die Frühe Neuzeit oft Gegenstand von Streitigkeiten zwischen den Braunschweiger Herzögen und Bischöfen des Bistums Hildesheim.
Mit der Gründung der Ilseder Hütte 1858 und dem darauf folgenden Hochofenbau begannen die industriellen Umwälzungen der Region.
In den Jahren 1900 bis 1928 wurde im Kaliwerk Wilhelmshall-Ölsburg Bergbau auf Kalisalze betrieben. In den Jahren 1931 bis 1932 versuchte man mit mäßigem Erfolg Erdöl zu gewinnen. Zwischen 1935 und 1936 lief die Schachtanlage unbemerkt durch Wasserzufluss voll. Im Jahr 1941 wechselte Ölsburg im Zuge einer Neuordnung der Grenzen der Freistaaten Braunschweig und Preußen, im Rahmen des sogenannten Salzgitter-Gesetzes, aus dem Landkreis Braunschweig in den Landkreis Peine.
Am 1. Februar 1971 erfolgte der Zusammenschluss Ölsburgs mit den umliegenden Orten zur Gemeinde Ilsede.
2015 wurden die Gemeinden Lahstedt und Ilsede zur neuen Gemeinde Ilsede fusioniert. Dabei erhielt Ölsburg zum ersten Mal einen Ortsrat, der nun auch im politischen Leben die Interessen von Ölsburg vertreten kann.

## Neuölsburg
Neuölsburg (oder auch Neu Ölsburg) war eine ab 1875 entstandene Arbeitersiedlung für damalige Mitarbeiter der Ilseder Hütte und der angeschlossenen Bergwerke. Die Siedlung im Norden des alten Dorfkerns war bis 1964 eine unabhängige Gemeinde mit eigener Verwaltung. Heute existiert der Ortsname Neuölsburg nicht mehr als offizieller Ortsteil der Gemeinde Ilsede.

## Politik

### Ortsrat
Der Ortsrat Ölsburg setzt sich aus neun Ortsratsmitgliedern zusammen.
Bei der Kommunalwahl 2021 ergab sich folgende Sitzverteilung:
| Ortsrat 2021Insgesamt 9 Sitze - SPD: 6 - FBI: 3 |

### Ortsbürgermeister
Ortsbürgermeister ist Gerhard Monitzkewitz (SPD).

### Wappen
Wappen von 1961–1965
| | Blasonierung: „In Blau eine schwarzgefugte silberne Zinnenmauer mit offenem Tor und gezogenem goldenen Fallgatter, auf den Zinnen ein schreitender rotbewehrter und -gezungter goldener Löwe.“ |
| Wappenbegründung: Ölsburg war früher als herzoglich-braunschweigische Exklave ein welfischer Stützpunkt gegen die Fürstbischöfe von Hildesheim; der Löwe auf der „redenden“ Burg ist daher der welfische. Das Wappen wurde von Alfred Brecht gestaltet und am 14. März 1961 durch den hildesheimischen Regierungspräsidenten genehmigt. | |

jetziges Wappen
| | Blasonierung: „In Blau eine schwarzgefugte silberne Zinnenmauer mit offenem Tor und gezogenem goldenen Fallgatter, auf den Zinnen ein schreitender rotbewehrter und -gezungter goldener Löwe; in der Torstelle ein silberner Dreieckschild, darin ein schwarzes Bergmannsgezähe.“ |
| Wappenbegründung: Durch einen Ratsbeschluss vom 19. November 1964 wurde zusätzlich ein Schildchen mit Bergmannsgezähe in das Tor gestellt, um das Wappen zu aktualisieren und darzutun, dass die Ilseder Hütte vielen Ölsburgern Beschäftigung bot. Das Wappen wurde von Alfred Brecht gestaltet und am 6. Januar 1965 durch den hildesheimischen Regierungspräsidenten genehmigt. | |

## Kultur und Sehenswürdigkeiten
- Auf dem Gelände der ehemaligen Ilseder Hütte ist auf einem 45 Hektar großen Areal eine Bühne 150-jähriger Industriegeschichte entstanden, der eine Mischung von Landschaftspark mit Plattformen für eine Vielzahl kultureller Veranstaltungen und Gewerbepark für die Tätigkeit verschiedener Unternehmen bietet.
- Die Trinitatis-Kirche steht direkt gegenüber dem Industriepark Ilsede.
- Seit 1978 ist die Fuhseniederung südlich der Ortschaft Landschaftsschutzgebiet.

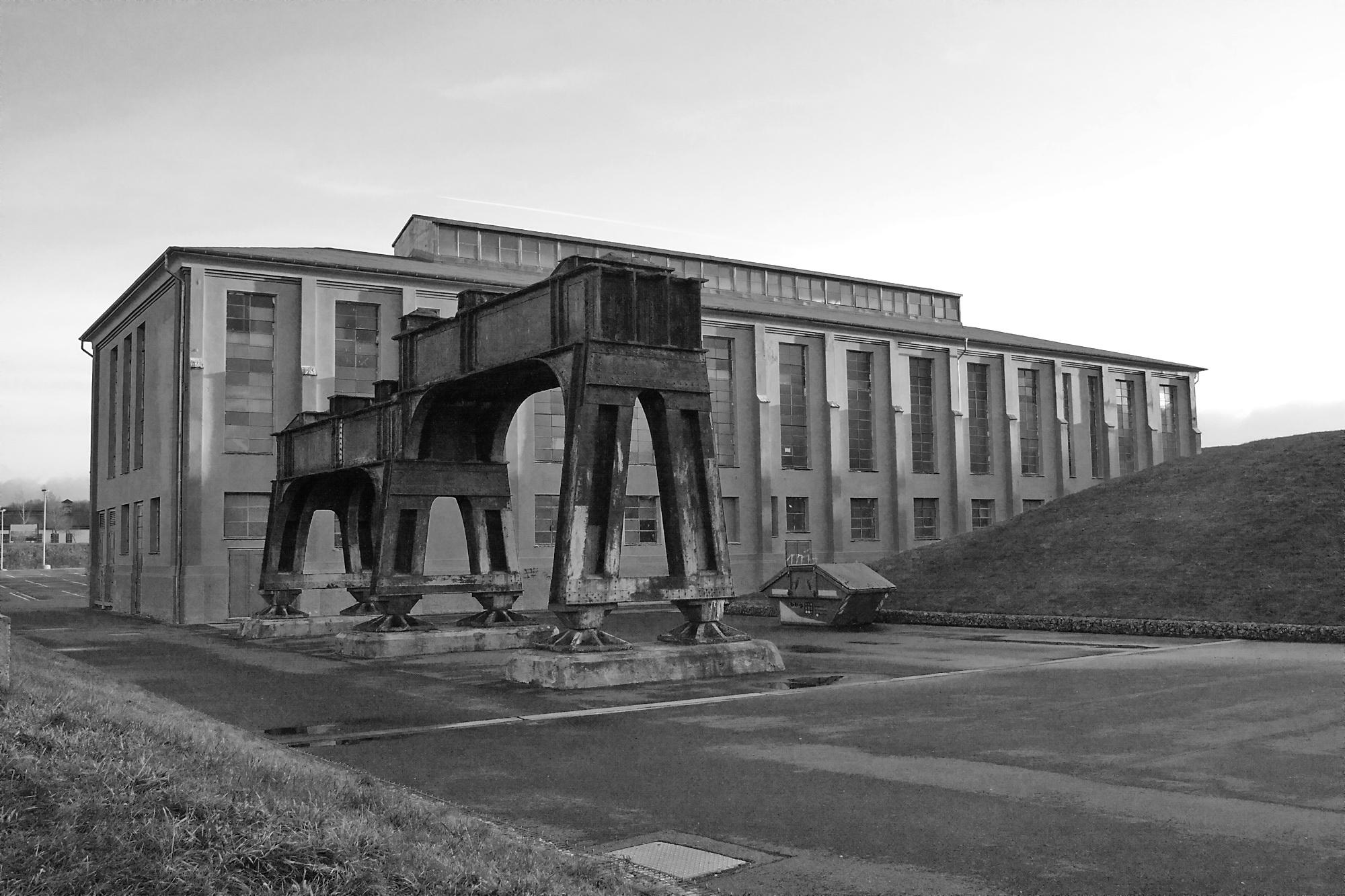
Industriepark Ilseder Hütte
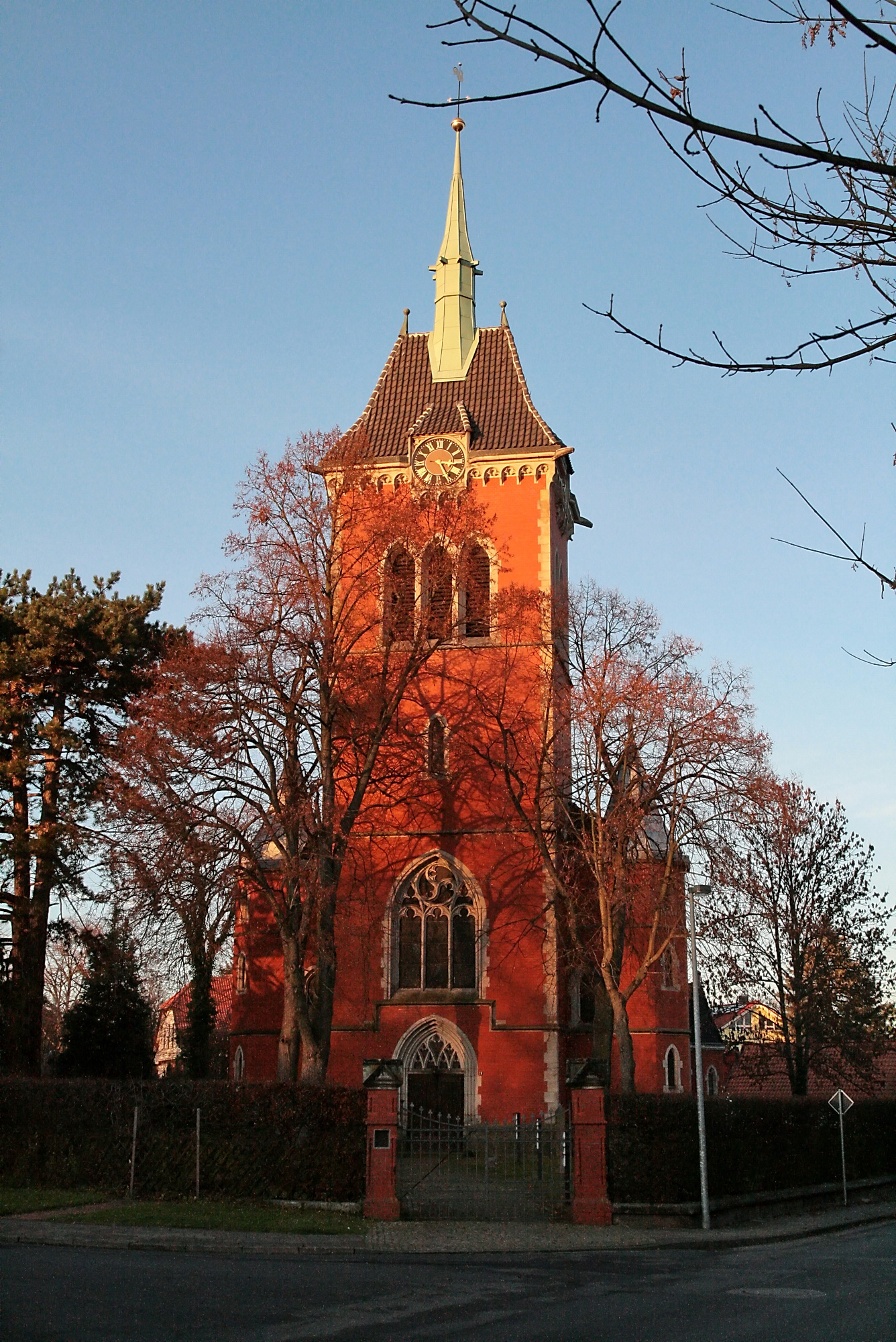
Trinitatis-Kirche
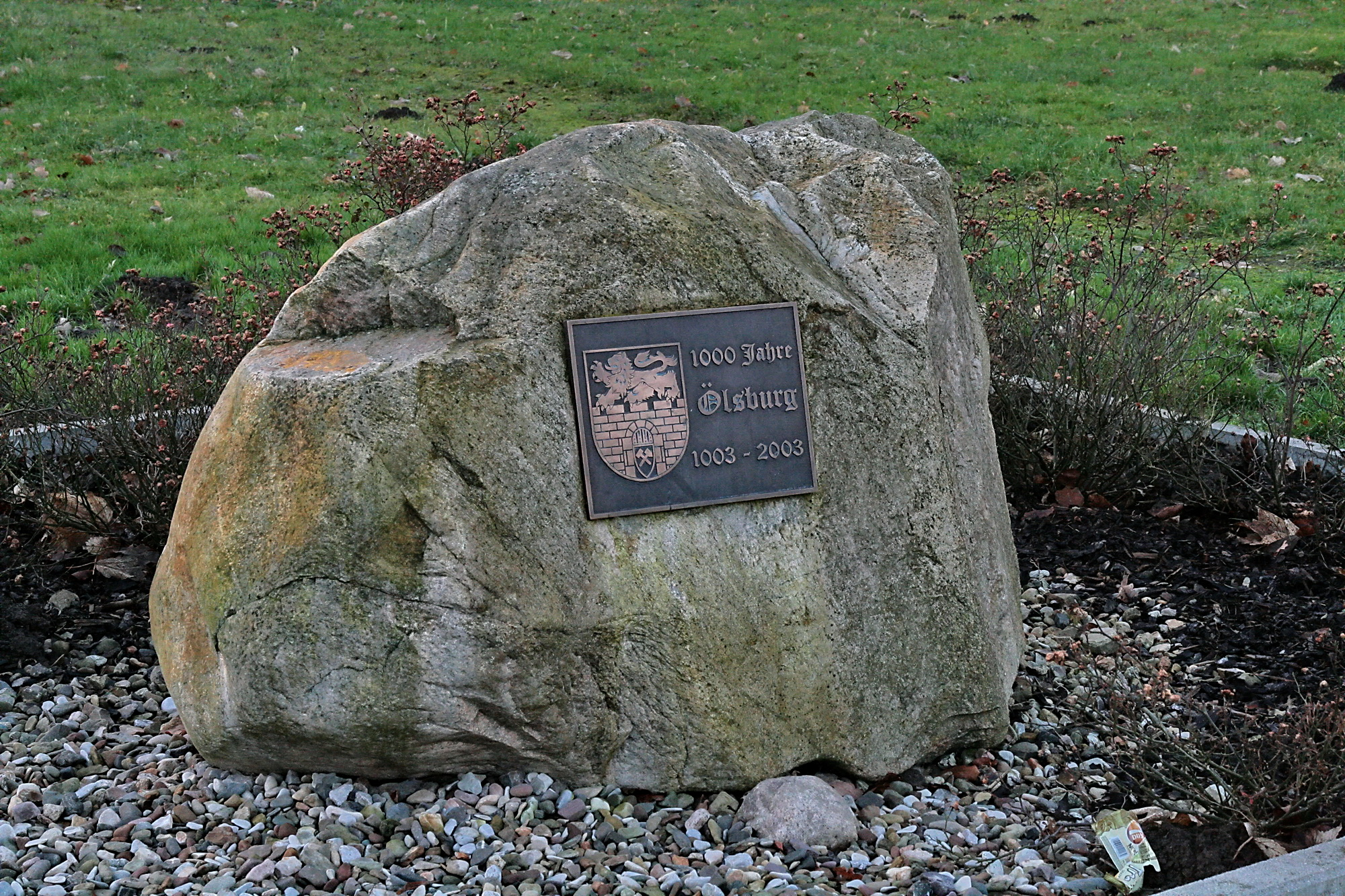
Gedenkstein 1000 Jahre Ölsburg
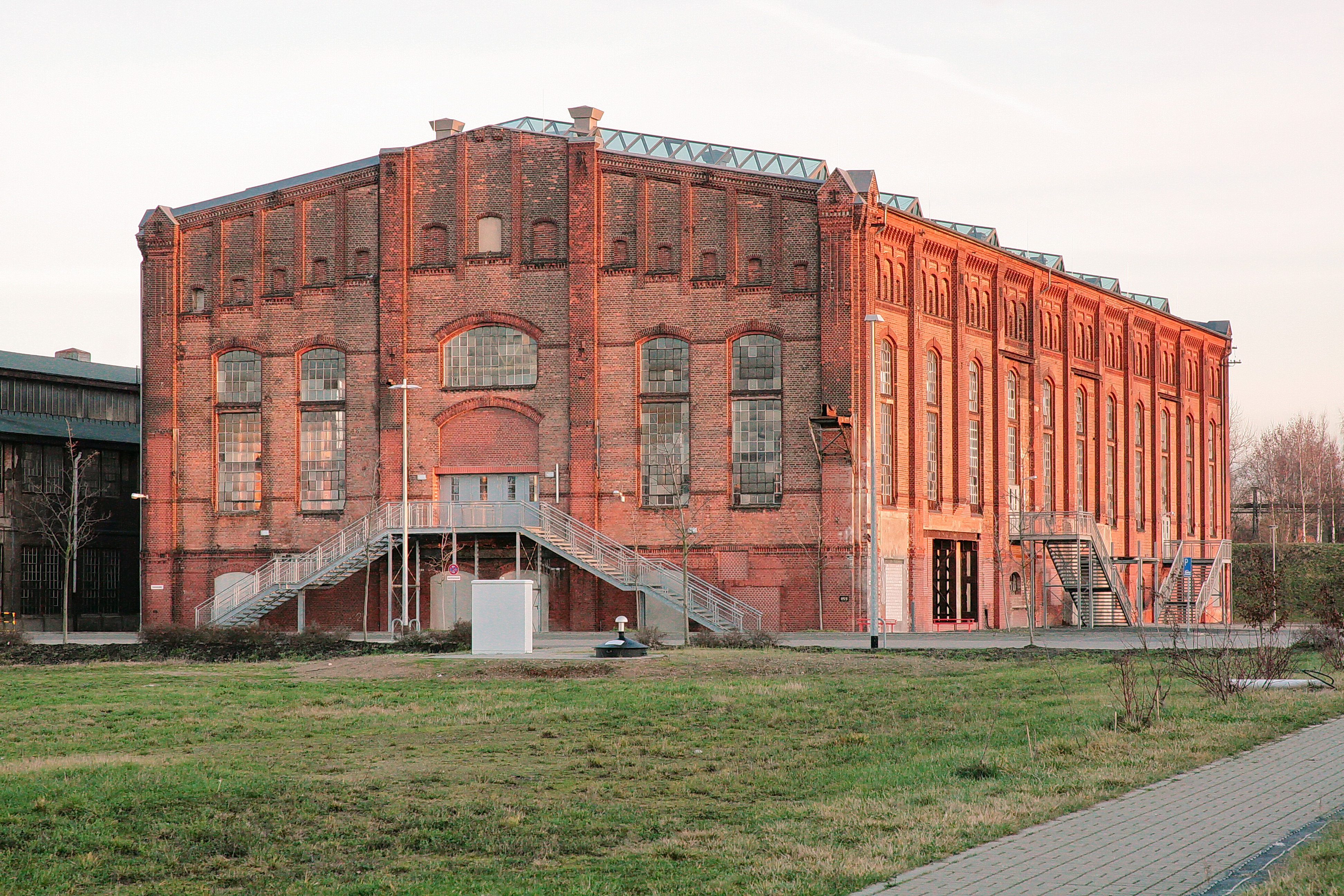
Gebläsehalle Ilsede im Industriepark